# Ermita de San Miguel Arcángel (Sierra Engarcerán)

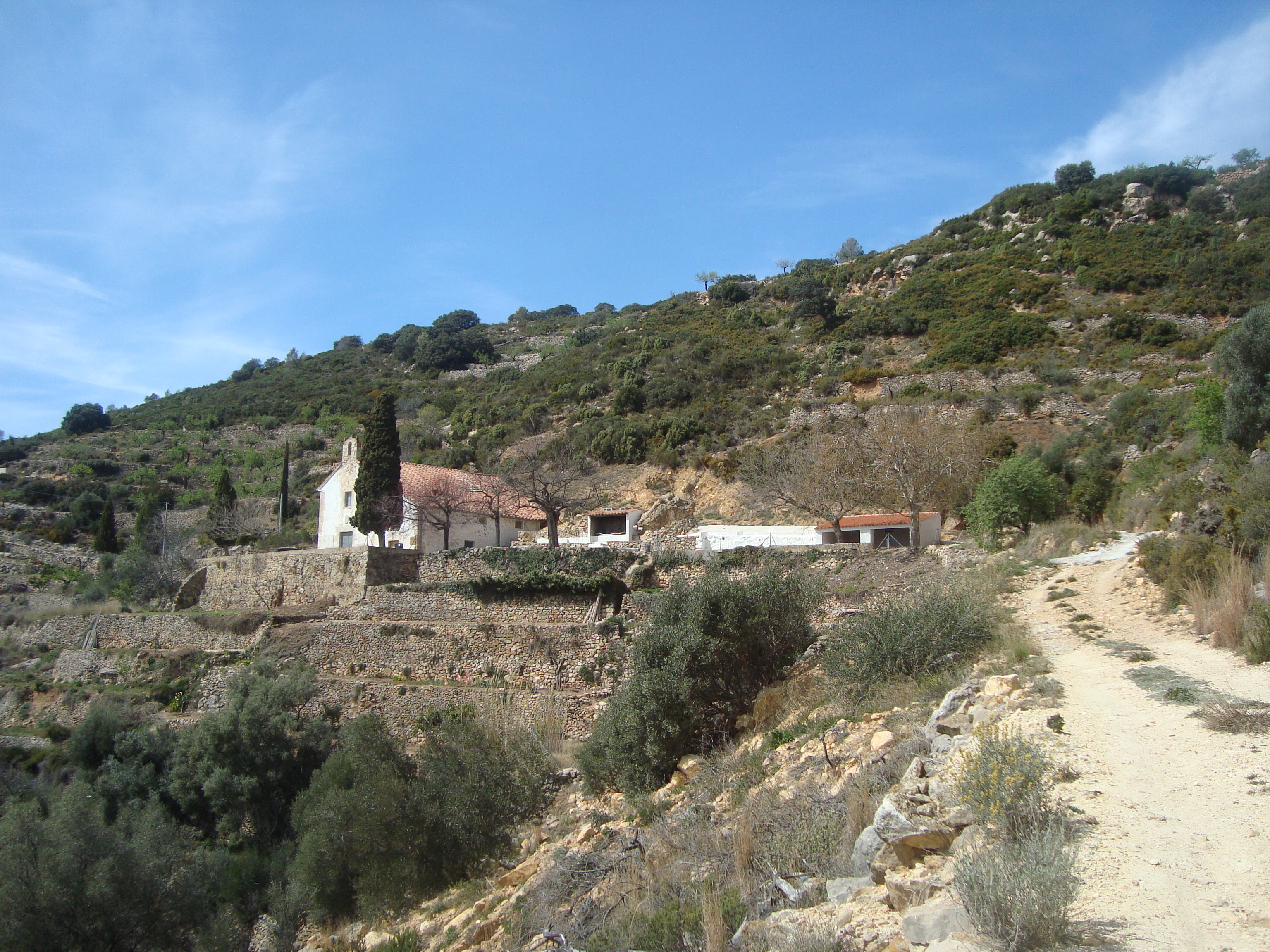
Ermita de San Miguel, Sierra Engarcerán

la ermita de San Miguel Arcángel, situada en la partida de San Miguel, en Sierra Engarcerán, en la comarca de la Plana Alta, es un edificio religioso católico catalogado, dentro del Plan General de Ordenación Urbana, Bien de Relevancia Local según la Disposición Adicional Quinta de la Ley 5/2007, de 9 de febrero, de la Generalitat, de modificación de la Ley 4/1998, de 11 de junio, del Patrimonio Cultural Valenciano (DOCV Núm. 5.449 / 13/02/2007); con el código: 12.05.105-001.

## Historia
El pueblo de Sierra Engarcerán profesa devoción por San Miguel desde tiempos inmemorables, pese a ello no tuvo ermita propia hasta finales del siglo XVII. Antes de que en 1697 se iniciaran las obras de la construcción de la ermita de San Miguel en la partida del mismo nombre, los vecinos de Sierra Engarcerán festejaban la devoción al santo realizando una peregrinación hasta el vecino pueblo de Serratella y a su iglesia parroquial.
En 1699 el Obispo dispensa a los habitantes de la Serra de hacer la procesión a la Cruz de Piedra y del sermón, para destinar los costes de esa fiesta a las obras de la nueva ermita; ello se supone que en esa fecha ya se habían iniciado.
La finalización de las obras se extendió hasta el primer tercio del siglo XVIII, aunque tuvo culto con mucha más anterioridad.

## Descripción
La ermita se ubica en un estratégico paraje a unos cuatro quilómetros de Sierra Engarcerán, en la ladera de un monte, al borde de un barranco, con una buena vista sobre toda la comarca, cerca de la Cueva Santa.
La ermita es un edificio muy sencillo con la casa del ermitaño adosada a la ermita por el lado derecho, ya que en la zona izquierda del templo se elevan los contrafuertes de sillares que proporcionan estabilidad a la estructura del edificio.
Los sillares se destinan a contrafuertes y refuerzos de las esquinas, así como para los marcos de puertas y ventanas. La cubierta del templo es a doble agua y se termina con teja.
Por su parte, La fachada se remata en frontón triangular terminada en un hastial que hace las veces de espadaña.
Las dimensiones interiores son reducidas, 18 metros de longitud por 6 metros de ancho, que se reduce cuando se llega al presbiterio. Arquitectónicamente es sencilla aunque está profusamente decorada, tanto por dorados, como por lienzos (sobre la visa de San Miguel) y exvotos. De entre toda la decoración destaca la original imagen del Santo en el altar mayor, así como la talla de la Virgen que se ubica en el lateral izquierdo.
El complejo se completa con una fuente y con un antiguo abrevadero para animales.

## Festividad
La ermita permanece cerrada salvo en dos ocasiones: el primer domingo de mayo, cuando se celebra la “Fira de la Santa Creu”, y el domingo más próximo al 29 de septiembre, festividad de San Miguel. Entre los actos de estas celebraciones están la celebración Eucarística, el reparto de rollos bendecidos y festejos populares.